# Zdravotnická záchranná služba Kraje Vysočina
Zdravotnická záchranná služba Kraje Vysočina, příspěvková organizace (ZZS KV, do 26. října 2004 Územní středisko záchranné služby Jihlava, příspěvková organizace, poté do 3. května 2012 pod názvem Zdravotnická záchranná služba kraje Vysočina, příspěvková organizace) je příspěvková organizace a provozovatel zdravotnické záchranné služby v Kraji Vysočina. Hlavní náplní činnosti organizace je zajišťování odborné přednemocniční neodkladné péče (PNP) na území Kraje Vysočina podle zákona č. 374/2011 Sb., o zdravotnické záchranné službě. Přednemocniční neodkladná péče je zajišťována na území o rozloze 6 795 km² pro více než 500 tisíc obyvatel. V oblasti Kraje Vysočina je k dispozici 28 výjezdových skupin a jedna skupina letecké záchranné služby rozmístěných na 21 výjezdových základnách.

## Historie
Záchranná služba na Vysočině zahájila činnost v roce 1976, a to nejprve na Pelhřimovsku a v prosinci 1976 také v Třebíči. Záchranná služba v Třebíči patřila k prvním v Československu, jež byla zajišťována od svého vzniku v nepřetržitém 24hodinovém režimu. Záchranná služba vznikla na obou místech jako součást anesteziologicko-resuscitačního oddělení (ARO) spádových nemocnic. V roce 1978 vznikla záchranná služba při oddělení ARO také v Havlíčkově Brodě. V Jihlavě byla do nepřetržitého provozu záchranná služba uvedena v roce 1982. V roce 1984 byla do provozu uvedena posádka rychlé lékařské pomoci v Novém Městě na Moravě.
V roce 1983 se záchranná služba v Jihlavě oddělila od ARO a fungovala jako samostatné nemocniční oddělení. Podobně se osamostatňovaly i další záchranné služby na Vysočině, avšak stále fungovaly jako součást oblastních nemocnic. Letecká záchranná služba (LZS) vznikla v Jihlavě v roce 1991 a o rok později vzniklo středisko letecké záchranné služby také v Havlíčkově Brodě. Po roce 1993 se většina záchranných služeb oddělila od nemocnic a na území jednotlivých okresů vznikly samostatné okresní organizace, které sloučily jednotlivé výjezdové základny i dispečinky.[zdroj?]
Po roce 1990 začal také narůstat počet výjezdových základen. V roce 1992 vznikla výjezdová základna v Počátkách, v průběhu roku 1994 byly otevřeny výjezdové základny v Ledči nad Sázavou, Bystřici nad Pernštejnem a Telči a na sklonku tisíciletí, v roce 1999, vznikla základna v Chotěboři. V roce 2000 byly otevřeny výjezdové základny v Pacově a Moravských Budějovicích. O rok později vznikla základna také v Náměšti nad Oslavou.
V roce 1993 vzniklo v Jihlavě Středisko územní záchranné služby, jehož zřizovatelem se stalo Ministerstvo zdravotnictví České republiky. Organizace zahrnovala také výjezdovou základnu v Telči. V roce 1998 byl změněn název na Územní středisko záchranné služby v Jihlavě. K další velké změně došlo k 1. červenci 2004, kdy vznikla Zdravotnická záchranná služba Kraje Vysočina. Postupně byly pod organizaci začleněny jednotlivé okresní záchranné služby. Jako poslední se 1. ledna 2005 připojila záchranná služba okresu Havlíčkův Brod.

## Organizační struktura

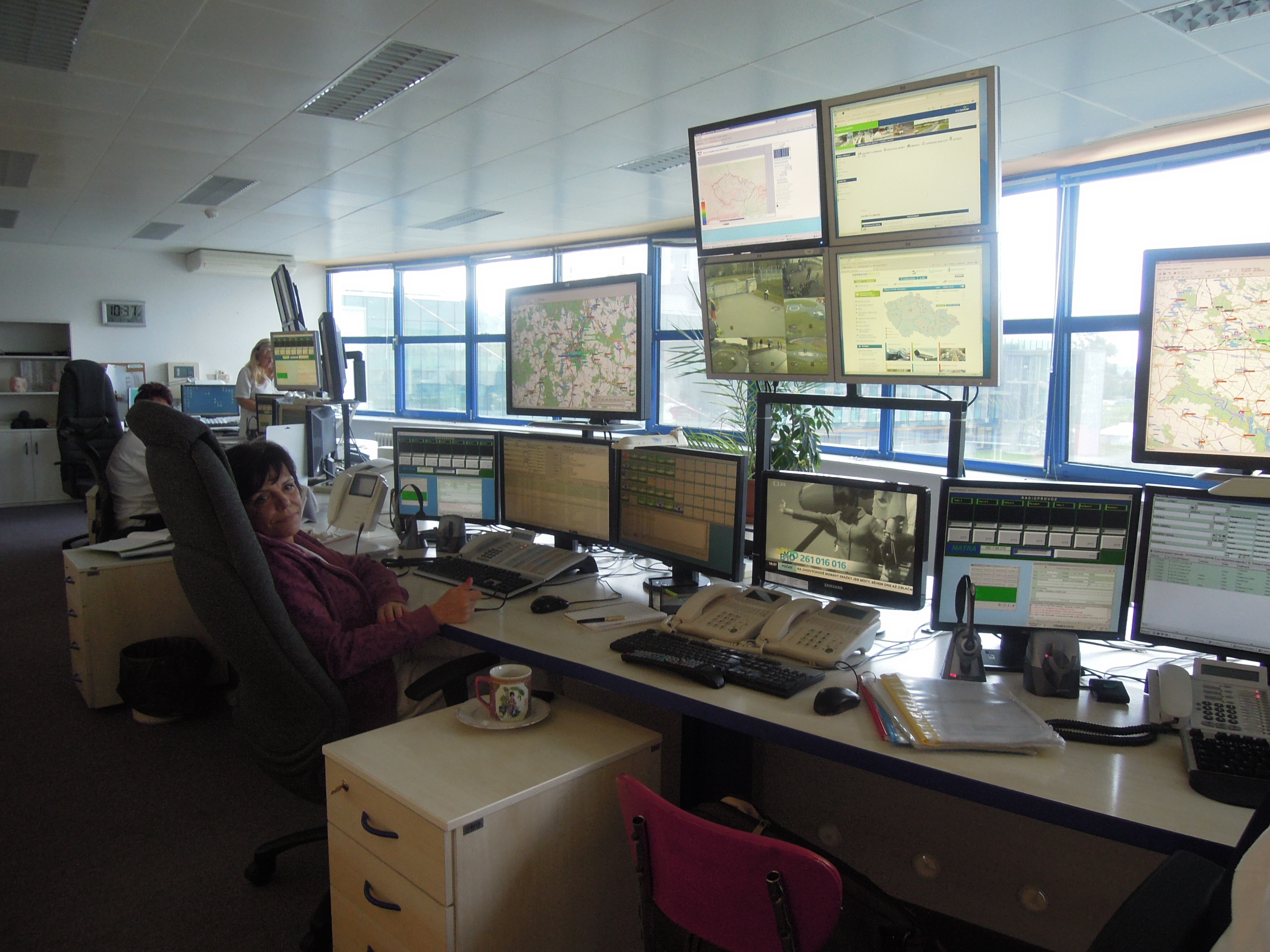
Krajské zdravotnické operační středisko Zdravotnické záchranné služby Kraje Vysočina v Jihlavě

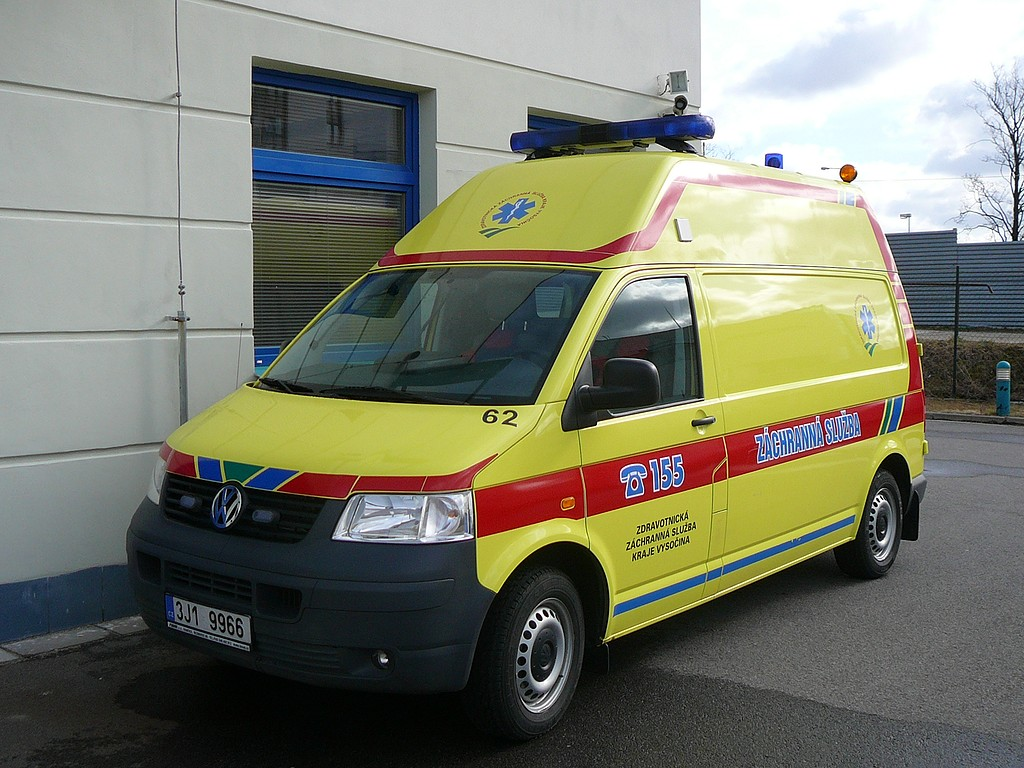
Volkswagen Transporter T5 Zdravotnické záchranné služby Kraje Vysočina určeny pro výjezdy v režimech rychlá zdravotnická pomoc a rychlá lékařská pomoc

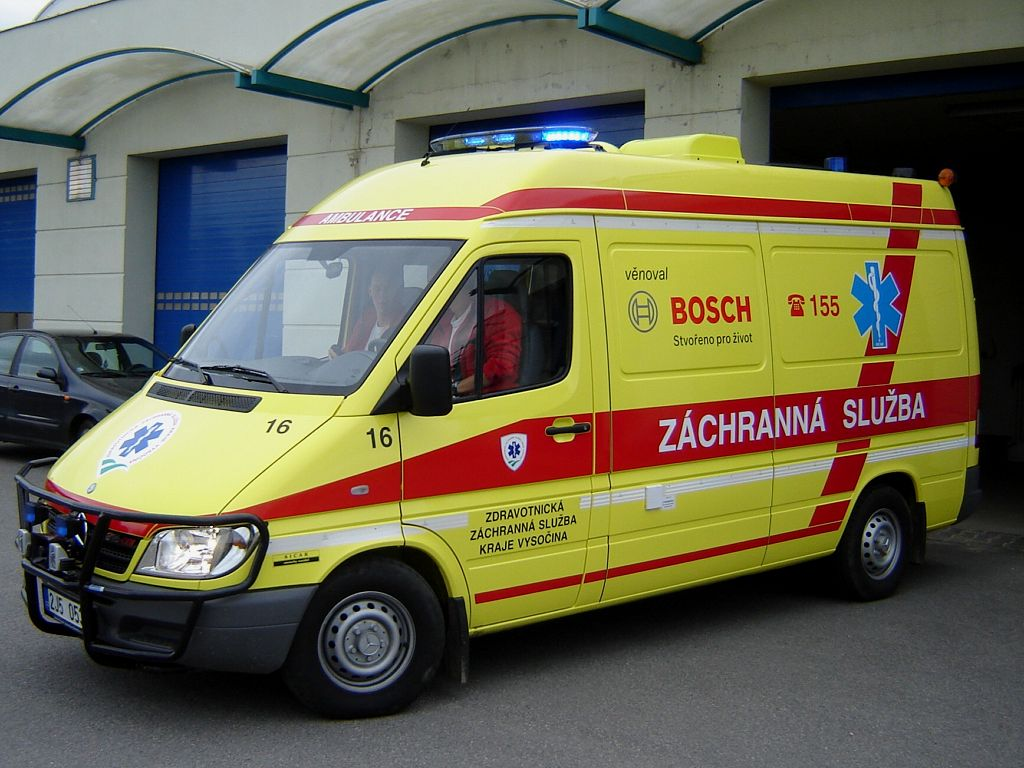
Mercedes-Benz Sprinter

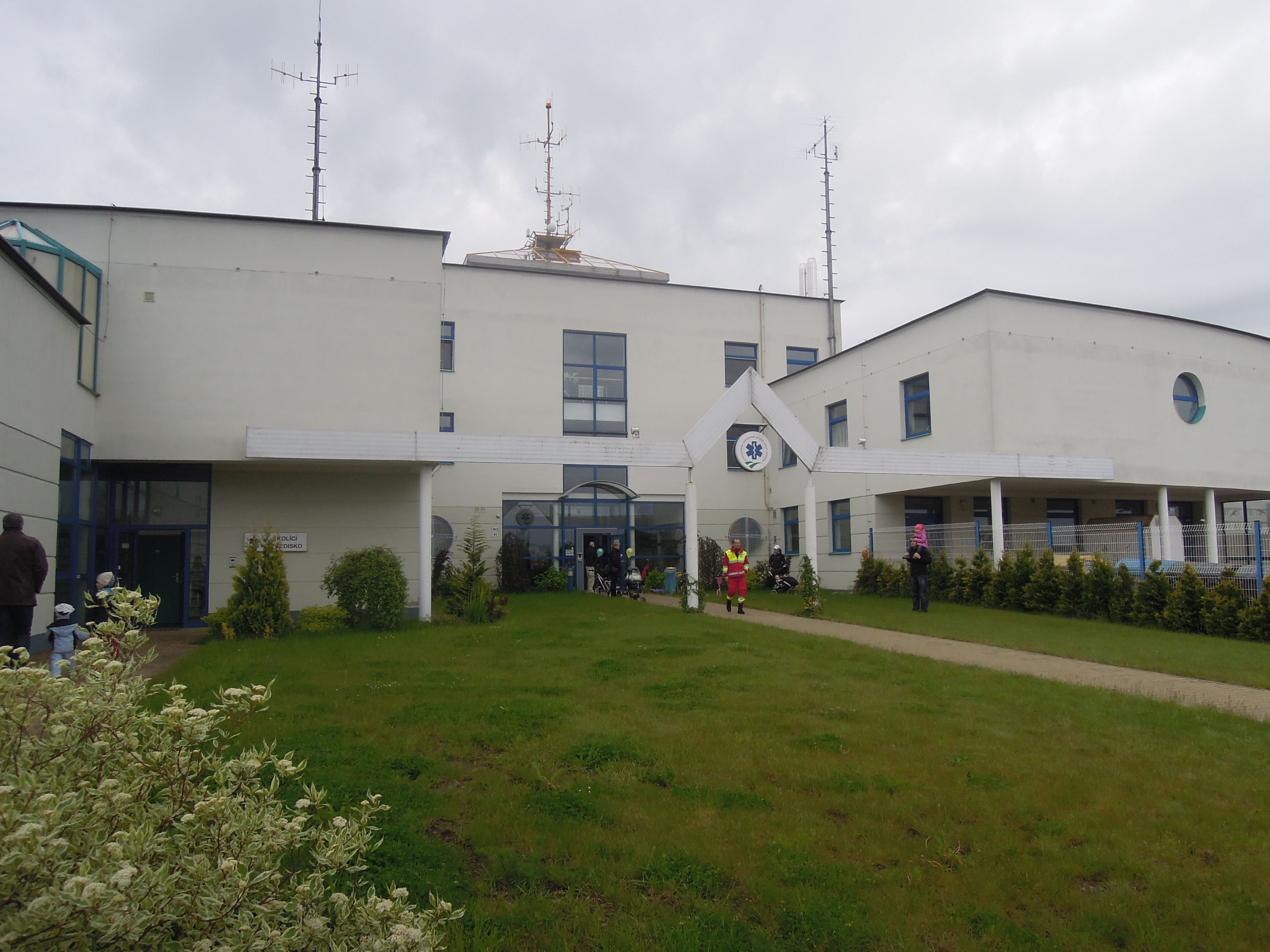
Budova sídla a výjezdové základny v Jihlavě

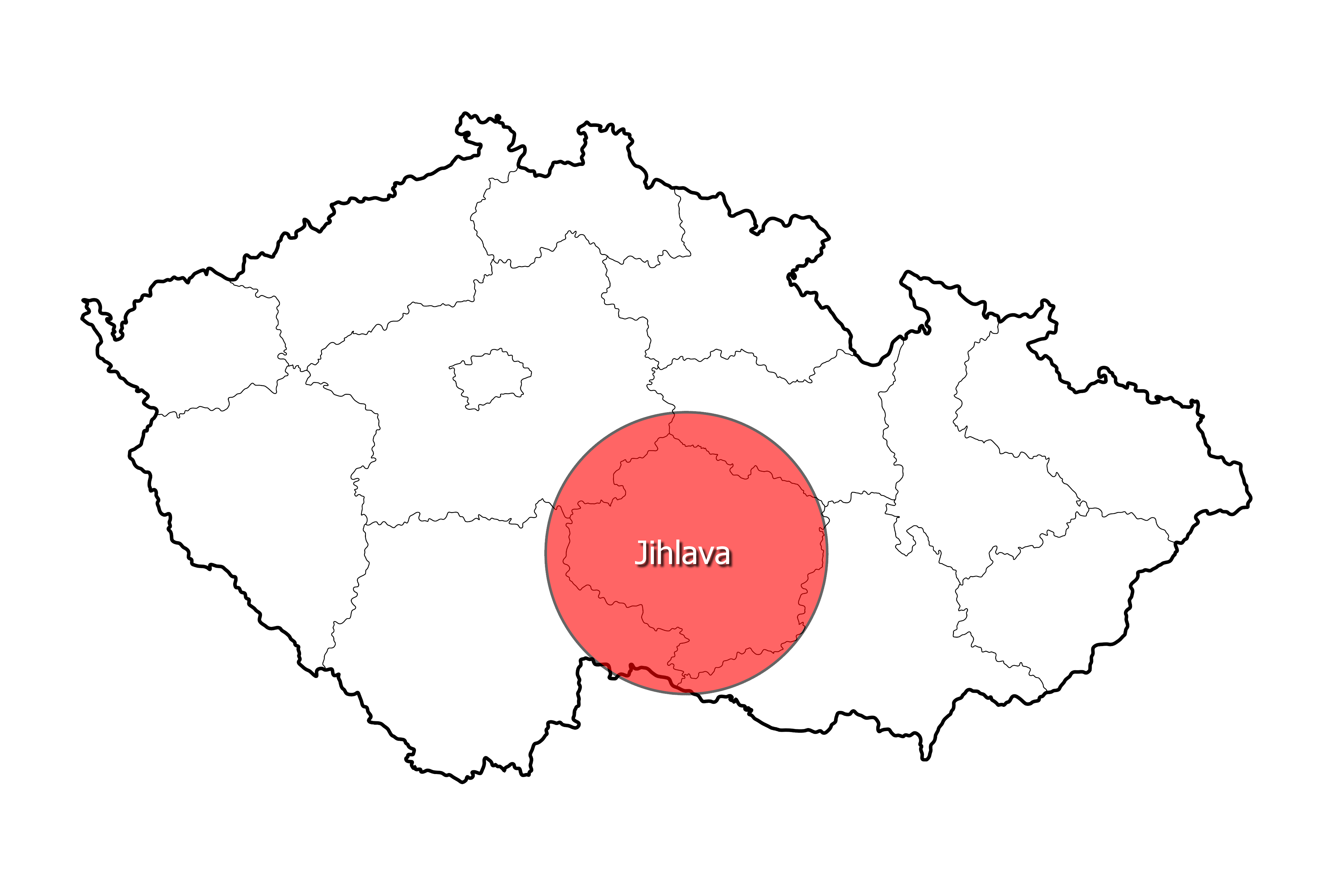
Poloha stanice a akční rádius vrtulníku Kryštof 12

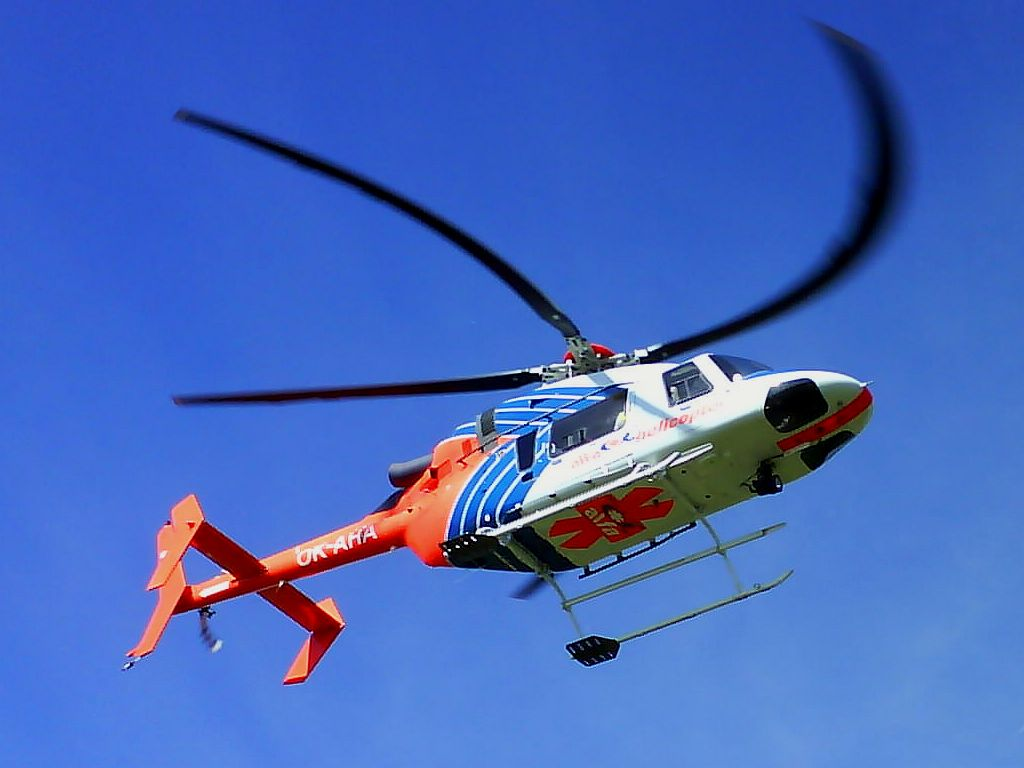
Bývalý vrtulník Bell 427 letecké záchranné služby pro Kraj Vysočina

Kraj Vysočina je pro potřeby záchranné služby rozčleněn do pěti oblastí, které čítají dohromady 21 výjezdových základen. Hranice oblastí respektují víceméně hranice okresů. Výjimkou je oblast okresu Žďár nad Sázavou, kde oblastním střediskem není Žďár nad Sázavou, ale Nové Město na Moravě. Jednotlivé výjezdové skupiny jsou řízeny z krajského zdravotnického operačního střediska.

## Zdravotnické operační středisko
Zdravotnické operační středisko (ZOS) je jednotné krajské operační středisko, jehož úkolem je řídit a koordinovat činnost výjezdových skupin a skupiny letecké záchranné služby na území celého Kraje Vysočina. V denní směně slouží na zdravotnickém operačním středisku čtyři operátorky, v noční směně je počet snížen na tři.

## Výjezdové skupiny
Na území celého kraje je k dispozici v nepřetržitém 24hodinovém provozu celkem 28 výjezdových skupin a vzletová skupina letecké záchranné služby, jejichž počet se mění s pracovní a noční dobou. V mimopracovní dobu a v nočních hodinách je počet skupin snížen. Výjezdové skupiny pracují v režimech rychlá zdravotnická pomoc (RZP) ve složení řidič-záchranář a zdravotnický záchranář, rychlá lékařská pomoc (RLP) ve složení řidič-záchranář, lékař a ;zdravotnický záchranář a rychlá lékařská pomoc v systému Rendez-Vous s lékařem v osobním automobile.

## Výcvikové centrum
Od roku 2020 disponuje záchranná služba Kraje Vysočina výcvikovým centrem, které obsahuje simulátor vrtulníku, který je jediný svého druhu v České republice. Toto centrum je určeno k výcviku nejen záchranářů, ale i hasičů a policistů v celém kraji.[zdroj?]

## Výjezdové základny
Na území Kraje Vysočina je zřízeno celkem 21 výjezdových základen, jejichž organizace je taková, aby byla přednemocniční neodkladná péče zajištěna do 20 minut od přijetí tísňové výzvy. Ještě na počátku roku 2010 bylo na území kraje v provozu pouze 16 výjezdových základen. V průběhu roku 2010 byly otevřeny tři základny a v roce 2011 přibyla jedna další. V květnu 2010 byla otevřena nová výjezdová základna ve Velké Bíteši a o několik dnů později byla do provozu uvedena základna v Přibyslavi. V červenci 2010 byla otevřena nová výjezdová základna v Jemnici.
1. července 2010 vstoupila v platnost dohoda, kterou uzavřela Zdravotnická záchranná služba Jihomoravského kraje a Zdravotnická záchranná služba Kraje Vysočina o poskytování přednemocniční neodkladné péče v jihozápadní části Jihomoravského kraje. Zdravotnická záchranná služba Kraje Vysočina zřídila novou výjezdovou základnu v Jemnici, odkud posádky zasahují i v Jihomoravském kraji. Zásahy se týkají obcí Lubnice, Uherčice, Mešovice, Vysočany, Vratěnín, Korolupy a Oslnovice. Výrazně se tak zvýšila dostupnost odborné přednemocniční neodkladné péče v oblasti. Pacienti jsou předáváni skupinám Zdravotnické záchranné služby Jihomoravského kraje z výjezdových základen Šumná (v případě potřeby skupiny rychlé zdravotnické pomoci) nebo Znojmo (v případě potřeby skupiny rychlé lékařské pomoci). Do zdravotnických zařízení v Kraji Vysočina jsou převážení jen ve výjimečných případech.
V červenci 2011 byla do provozu uvedena nová základna v Kamenici nad Lipou. Výjezdová skupina rychlé zdravotnické pomoci z této základny zasahuje v případě potřeby také na Jindřichohradecku v Jihočeském kraji. K dalšímu rozšíření sítě výjezdových základen došlo v červnu 2014, kdy byla do provozu uvedena nová základna v Habrech na Havlíčkobrodsku.

### Přehled výjezdových základen
| Oblast               | Výjezdová základna       | Poznámka                                  |
| Jihlava              | Jihlava                  | 3x RZP 1x RV den+LZS 2x RZP 2X RV noc+LZS |
| Jihlava              | Telč                     | 1x RLP den 1x RZP noc                     |
| Pelhřimov            | Pelhřimov                | 1x RV 1x RZP                              |
| Pelhřimov            | Pacov                    | 1x RZP                                    |
| Pelhřimov            | Počátky                  | 1x RZP                                    |
| Pelhřimov            | Kamenice nad Lipou       | 1x RZP                                    |
| Pelhřimov            | Humpolec                 | 1x RLP                                    |
| Havlíčkův Brod       | Havlíčkův Brod           | 1x RLP 1x RV                              |
| Havlíčkův Brod       | Chotěboř                 | 1x RZP                                    |
| Havlíčkův Brod       | Ledeč nad Sázavou        | 1x RZP                                    |
| Havlíčkův Brod       | Přibyslav                | 1x RZP                                    |
| Havlíčkův Brod       | Habry                    | 1x RZP                                    |
| Třebíč               | Třebíč                   | 2x RZP 1x RV den 1x RZP noc               |
| Třebíč               | Jemnice                  | 1x RZP                                    |
| Třebíč               | Moravské Budějovice      | 1x RLP                                    |
| Třebíč               | Náměšť nad Oslavou       | 1x RLP den 1x RZP noc                     |
| Třebíč               | Velká Bíteš              | 1x RZP                                    |
| Nové Město na Moravě | Nové Město na Moravě     | 1x RZP 1x RV                              |
| Nové Město na Moravě | Bystřice nad Pernštejnem | 1x RZP                                    |
| Nové Město na Moravě | Velké Meziříčí           | 1x RLP                                    |
| Nové Město na Moravě | Žďár nad Sázavou         | 1x RZP                                    |

## Letecká záchranná služba
Provoz letecké záchranné služby (LZS) byl v Jihlavě zahájen 1. května 1991. Zdravotnickou část posádky letecké záchranné služby zajišťuje Zdravotnická záchranná služba Kraje Vysočina, ostatní provozní pracovníky včetně pilotů zajišťuje společnost Alfa-Helicopter. Ta byla také provozovatelem samotného vrtulníku, stroje Bell 427. Volacím znakem vrtulníku je Kryštof 12. Nyní je od 1.1.2021 do roku 2028 provozovatelem společnost DSA. Letecká záchranná služba je k dispozici v denním provozu limitovaném východem a západem slunce. Provozní základna a heliport jsou umístěny v areálu Zdravotnické záchranné služby Kraje Vysočina v Jihlavě.[zdroj?]
V minulosti existovala na území Vysočiny základna letecké záchranné služby také v Havlíčkově Brodě. Základna vznikla v roce 1992, nesla volací znak Kryštof 17 a provozovala ji Armáda České republiky. Základna zanikla k 31. prosinci 1994.

## Galerie

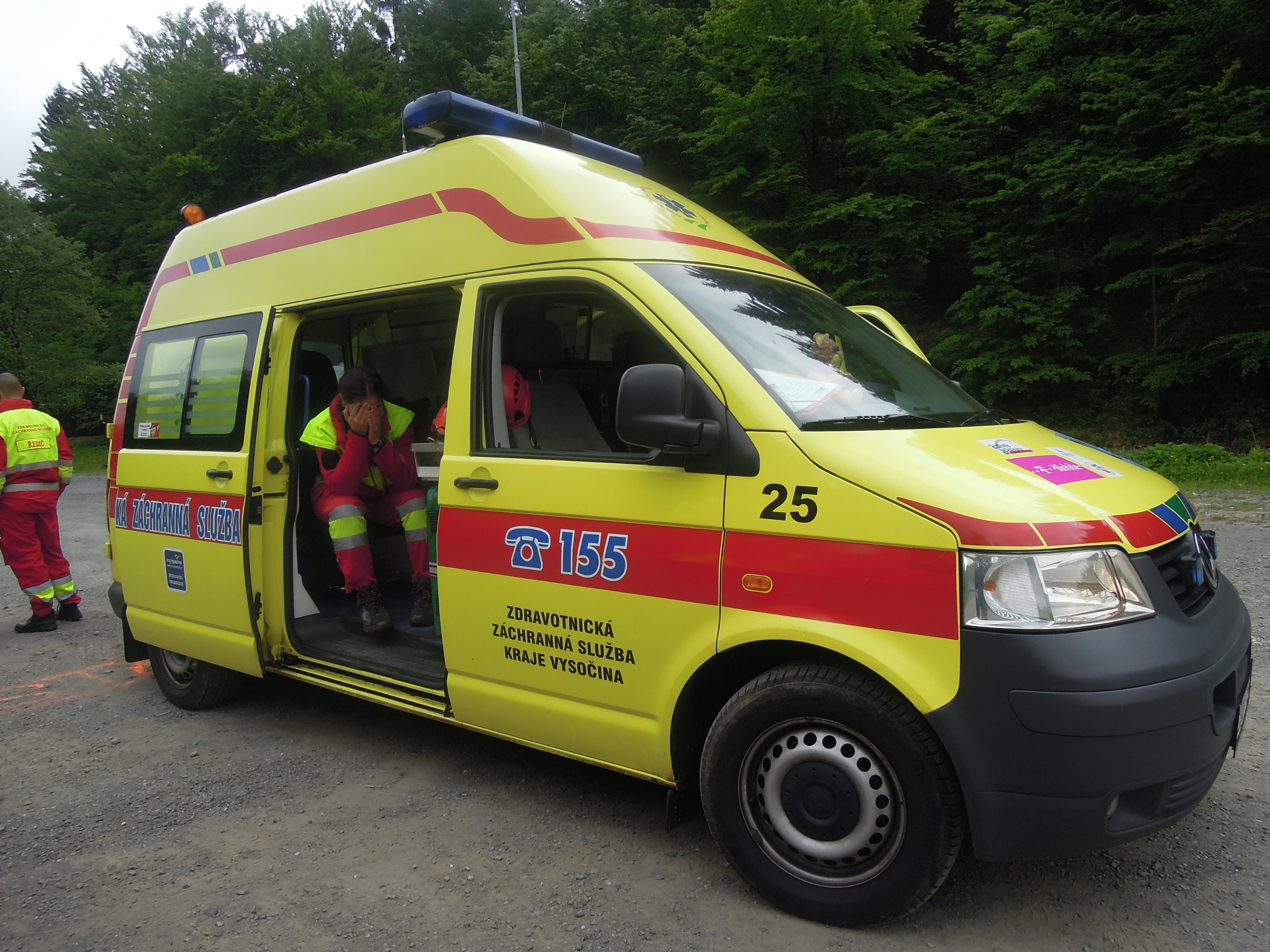
Volkswagen Transporter T5
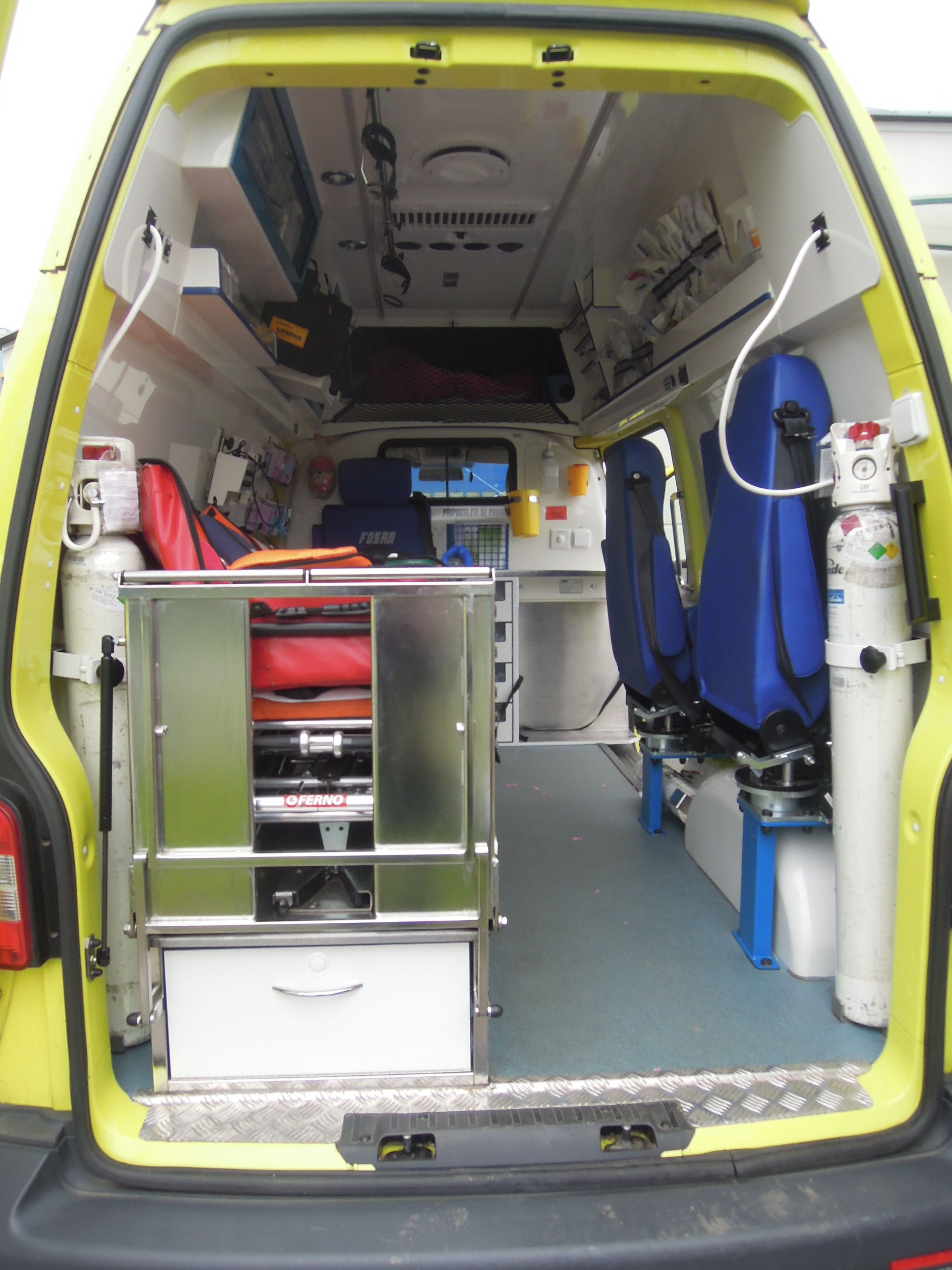
Vnitřní zástavba sanitního vozu Volkswagen Transporter T5
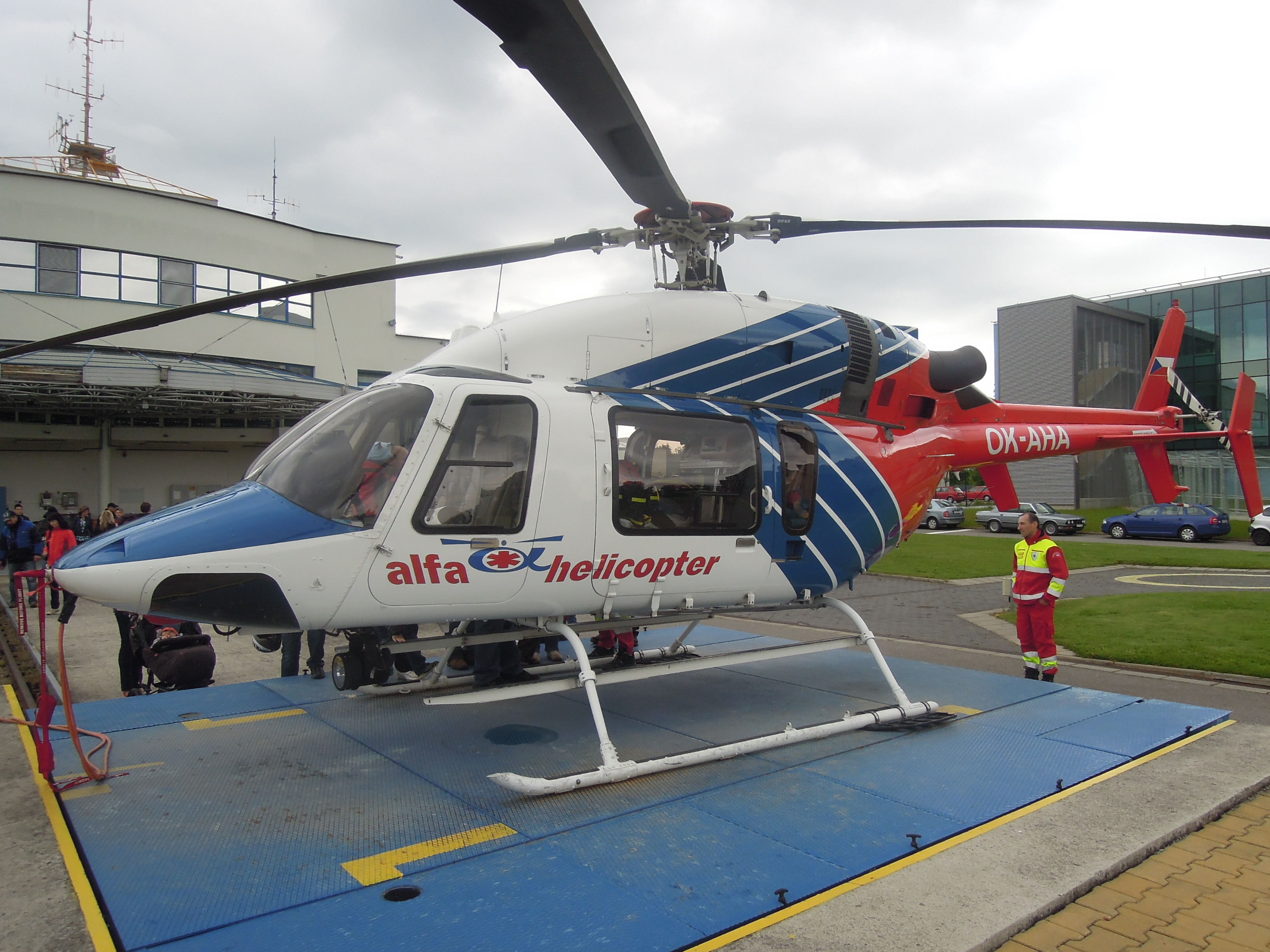
Vrtulník letecké záchranné služby pro Kraj Vysočina
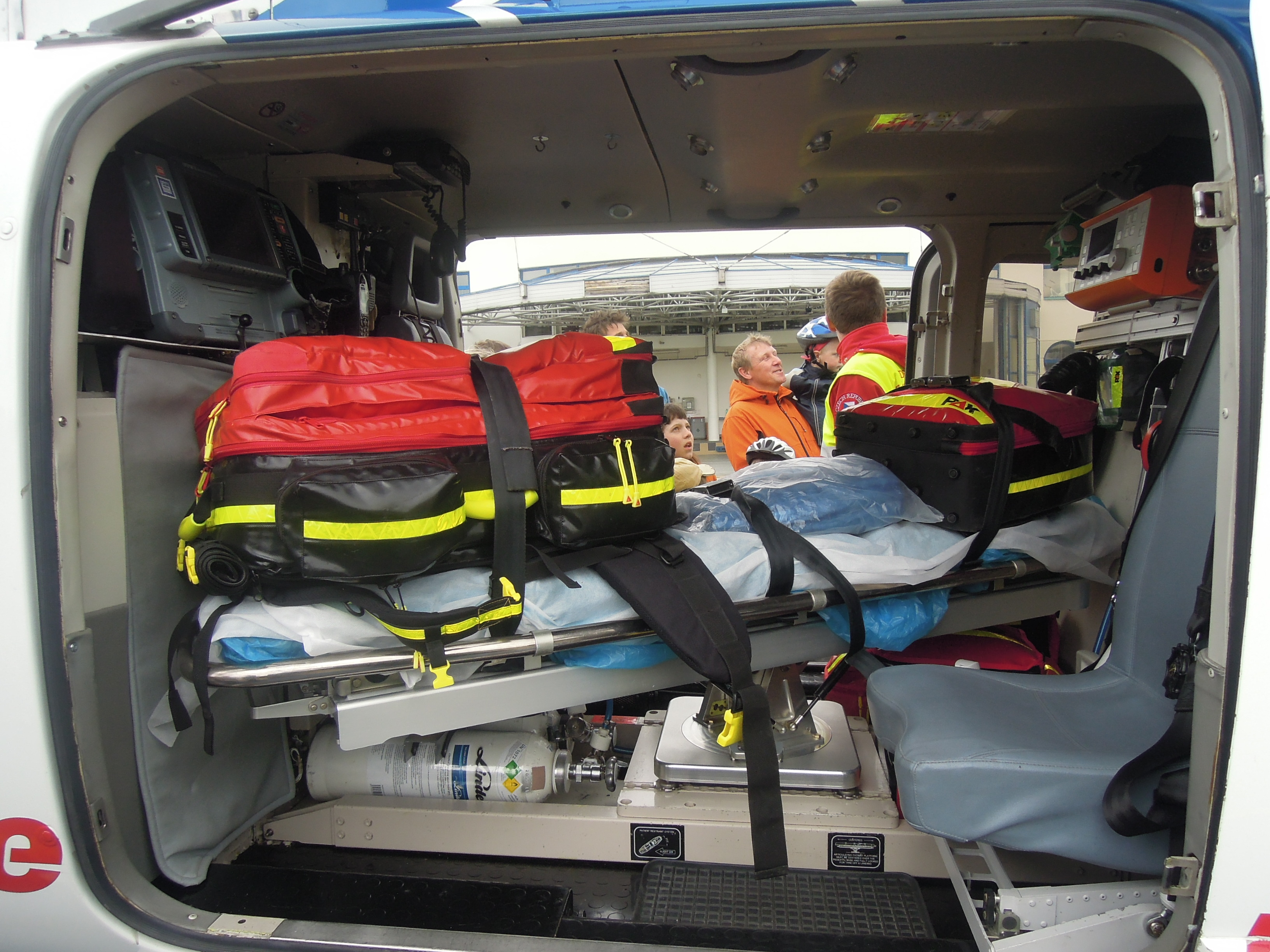
Vnitřní zástavba vrtulníku letecké záchranné služby
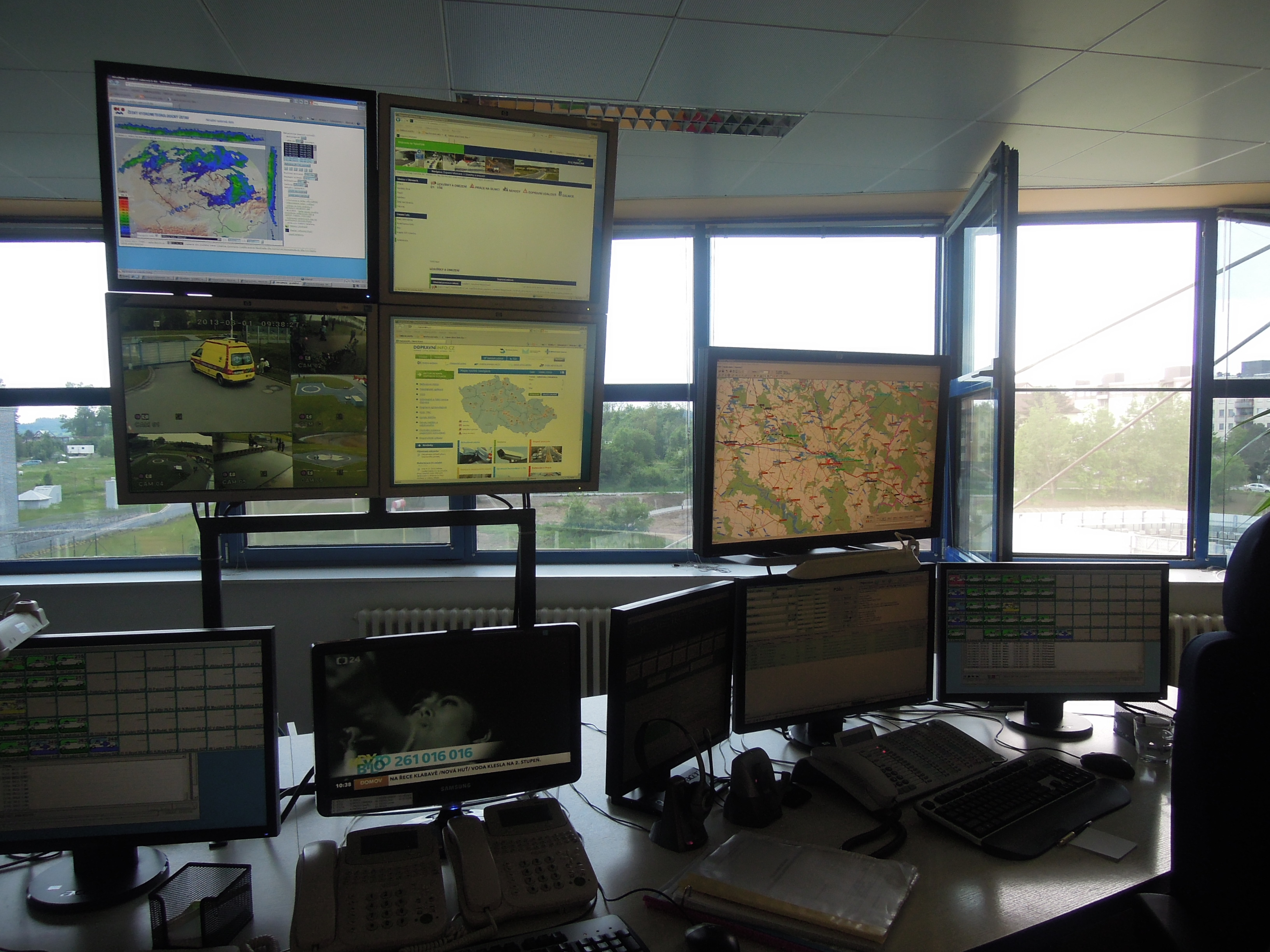
Pracoviště operátorek krajského zdravotnického operačeního střediska
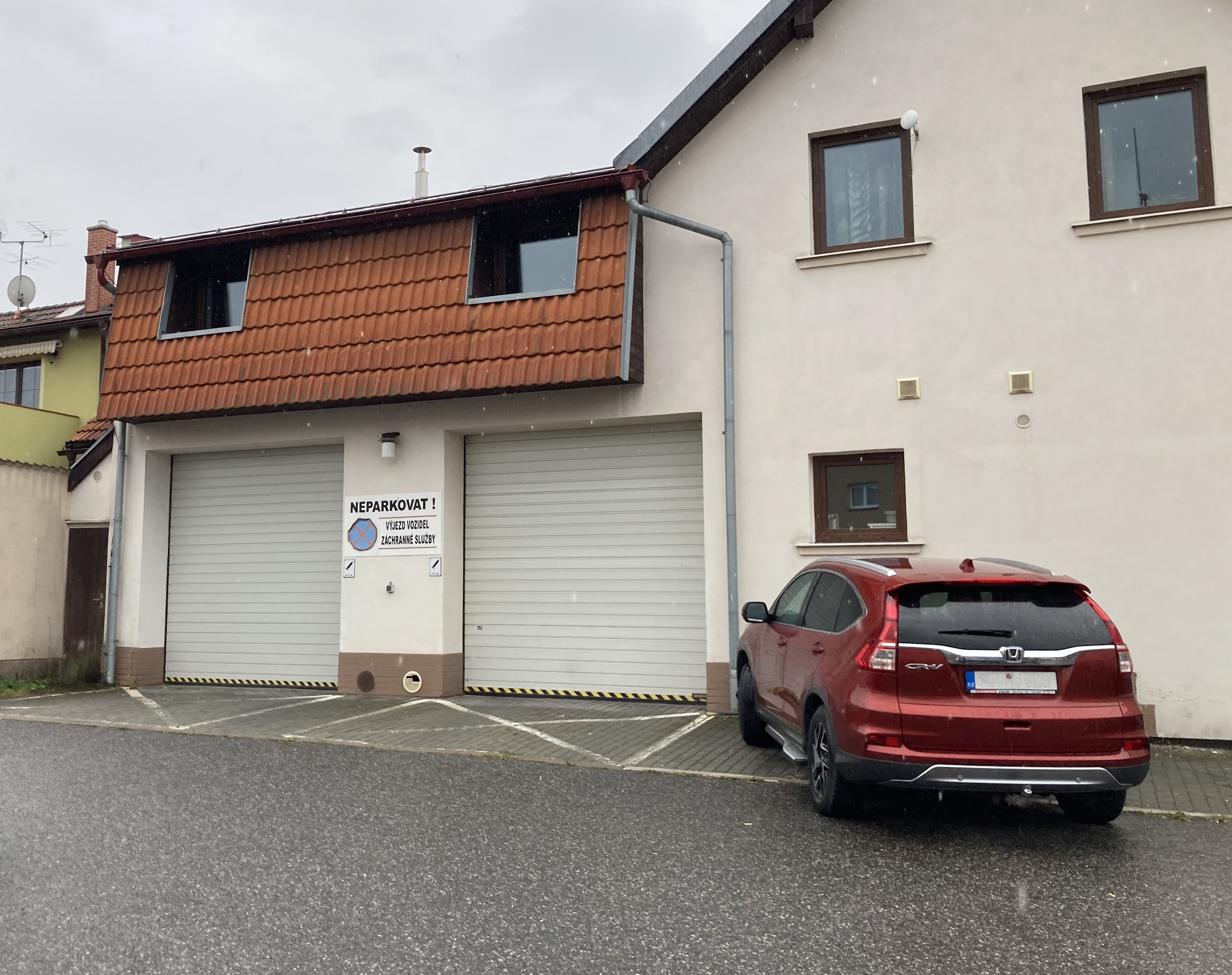
Výjezdová základna Chotěboř
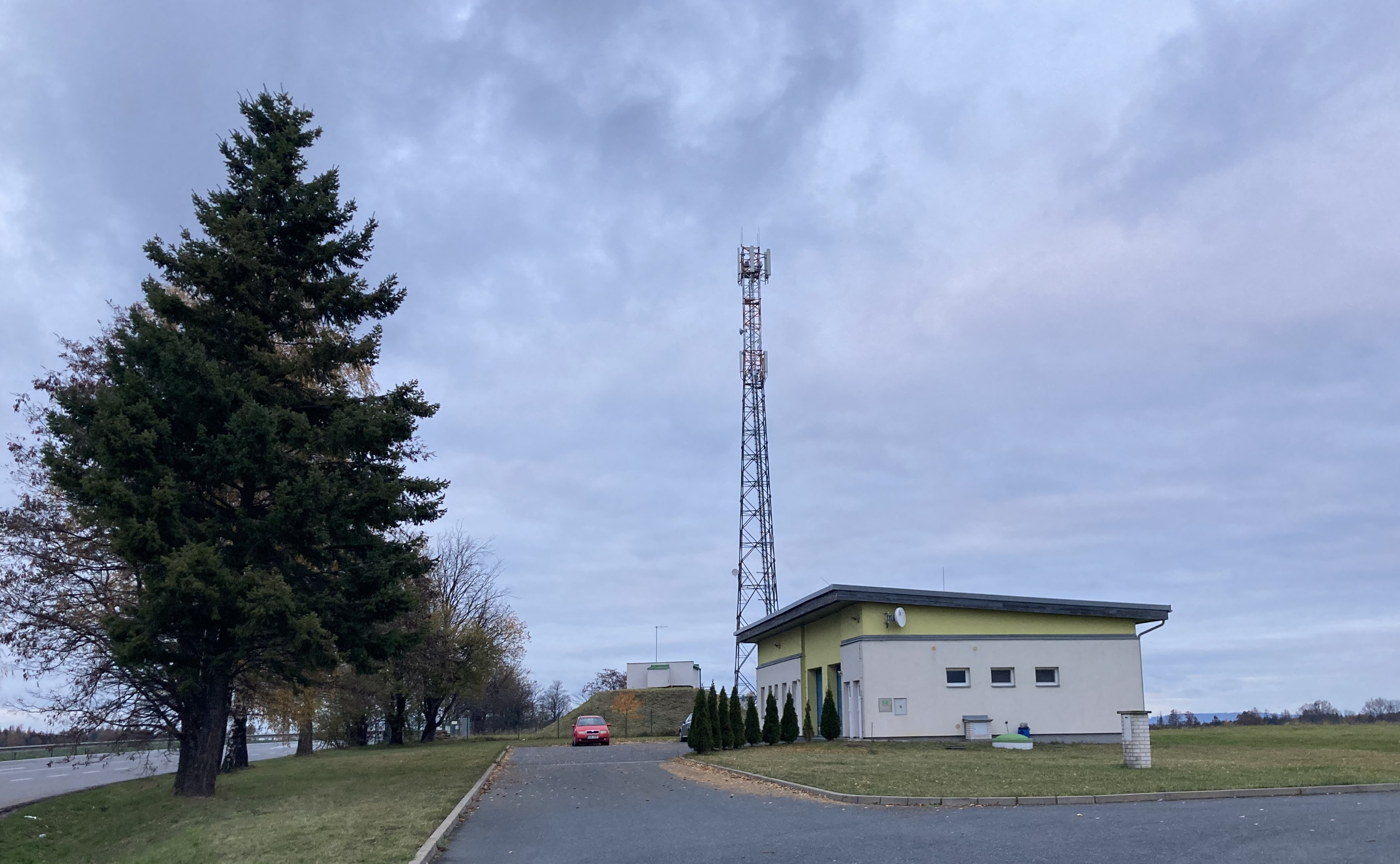
Výjezdová základna Habry